# Coptobasis mesopsectralis
Coptobasis mesopsectralis is een vlinder uit de familie van de grasmotten (Crambidae). De wetenschappelijke naam van deze soort is voor het eerst voorgesteld door George Francis Hampson in een publicatie uit 1897. De spanwijdte bedraagt ongeveer 36 millimeter.
De soort komt voor in Indonesië (Pulo Laut, Ambon en de Natuna-eilanden).